# Caumont, Gironde
Caumont är en kommun i departementet Gironde i regionen Nouvelle-Aquitaine i sydvästra Frankrike. Kommunen ligger i kantonen Pellegrue som tillhör arrondissementet Langon. År 2022 hade Caumont 134 invånare.

## Befolkningsutveckling
Antalet invånare i kommunen Caumont
Referens:INSEE